# Verein der Schriftstellerinnen und Künstlerinnen Wien
Der Verein der Schriftstellerinnen und Künstlerinnen Wien ist eine Organisation, die seit 1885 besteht. Er ist die älteste Frauenbewegung Österreichs und repräsentiert ein Stück Kulturgeschichte des Landes und der Monarchie.

## Geschichte
1885 wurde auf Grund einer Initiative von Ida Barber durch Marie von Ebner-Eschenbach, Bertha von Suttner, Marianne Hainisch und andere der Verein in Wien gegründet. Er war die älteste Vereinigung von künstlerischen Frauen im deutschsprachigen Raum. Hauptanliegen war die materielle Unterstützung für alternde und arbeitsunfähige Schriftstellerinnen und Künstlerinnen durch einen Pensionsfonds. Dieser wurde durch Stifter und Mitglieder finanziert. Mitglieder konnten Schriftstellerinnen, Musikerinnen und Malerinnen aus allen Teilen der Monarchie werden. 
Zu Beginn gab es Salonlesungen, außerdem wurden literarisch-musikalische Vortragsabende abgehalten, die sich eines immer größeren Zulaufs erfreuten. 1889 betrug das Vereinsvermögen mehr als 10.000 Gulden, 1893 bereits mehr als 20.000. Um 1910 bezogen 24 Mitglieder die Altersrente aus dem Pensionsfonds.
Nach dem Ersten Weltkrieg wurde das Vermögen des Vereins und der Pensionsfonds von der Inflation vernichtet und es gelang nur schwer, den Verein aufrechtzuerhalten. Trotz allem wurden Jubiläen begangen und Kunstausstellungen veranstaltet. Der Verein besteht bis in die Gegenwart.

## Präsidentinnen
- Marie von Augustin 1885–1886
- Wilhelmine (Minna) Kautsky 1886–1887
- Maximiliane von Weißenthurn 1887–1889
- Louise St. Hohenried-Jenisch 1889–1890
- Wilhelmine Hoegel 1890–1900
- Olga Wisinger-Florian 1900–1917
- Marie Herzfeld 1917–1919
- Dora von Stockert-Meynert 1919–1947
- Camilla Göbl-Wahl 1948–1965
- Maria Luise von Cavallar 1966–1977
- Elisabeth Lein 1978–1986
- Johanna Jonas-Lichtenwallner 1986–1999
- Helga Helnwein 1999–heute

## Weitere Mitglieder
Mitglieder konnten anfangs Schriftstellerinnen, Musikerinnen und Malerinnen aus allen Teilen der Monarchie werden. Es gab zuerst drei Kategorien der Vereinsteilnahme: ordentliche Mitglieder, Stifter und unterstützende Mitglieder. 1897 entstand dazu die vierte Kategorie der "auswärtigen Mitglieder".

### Ordentliche Mitglieder
- Betty Paoli
- Paula Preradović
- Kathinka von Rosen, stellvertretende Präsidentin 1885

### Stifter
- Kaiser Franz Joseph I.

- Kronprinzessin Stephanie
- Herzogin Marie Antoinette von Parma
- Fürst Johann II. von und zu Liechtenstein
- Katharina Schratt
- Königin von Rumänien

### Unterstützende Mitglieder
- Baronin Bettina Rothschild unterstützte den Verein finanziell.

### Auswärtige Mitglieder
- Clara Viebig, erfolgreiche deutsche Schriftstellerin
- Gabriele Reuter, deutsche Schriftstellerin
- Grazia Deledda, italienische Schriftstellerin
- Alberta von Puttkamer, Schriftstellerin
- Ricarda Huch, bekannte deutsche Schriftstellerin

## Publikationen
Periodika
- "Literarische Kostproben", seit Anfang des 20. Jahrhunderts, erscheint dreimal jährlich, mit Werken der Mitglieder. Sie wurde immer wieder der Zeit angepasst.
- Jahresberichte des Vereins der Schriftstellerinnen und Künstlerinnen Wien, seit 1885 Digitalisate bis 1913

Weitere Publikationen
- Verein der Schriftstellerinnen und Künstlerinnen in Wien (Hrsg.): Merk- und Mahnbüchlein. Im Kriegsjahr 1914-1915 zugunsten des Witwen- und Waisenhilfsfond der gesamten bewaffneten Macht. Wien, Fromme, 1915, Signatur: 516.595-A

## Sekundärliteratur

### Monografien
- Marianne Baumgartner: Der Verein der Schriftstellerinnen und Künstlerinnen in Wien (1885–1938), Böhlau Verlag, Wien/Köln/Weimar 2015 Digitalisate Auszüge, grundlegende Darstellung
- Vereinschronik. Von der Gründung und dem Werdegang des Vereines. Gebundene Ausgabe 2010, ISBN 3-9502289-3-4, ISBN 978-3-9502289-3-9
- Lyrik und Prosa Jubiläumsausgabe - 125 Jahre Verein der Schriftstellerinnen und Künstlerinnen, [2010?]. ISBN 978-3-9502289-4-6
- Meinel-Kernstock, Gertrude Josefine: Dora Stockert-Meynert und der Verein der Schriftstellerinnen und Künstlerinnen in Wien. Wien, 1948. Dissertation, Signatur: 777088-C.Neu
- 25 Jahre Geschichte des Vereins der Schriftstellerinnen und Künstlerinnen in Wien 1885-1910. [1910?] Signatur: 480.711-B

### Artikel und Aufsätze
- Teuchmann, Maria: Der Verein der Schriftstellerinnen und Künstlerinnen in Wien. In: Die Frau im Korsett. Wiener Frauenalltag zwischen Klischee und Wirklichkeit; Ausstellungskatalog. Wien: Eigenverlag der Museen der Stadt Wien, 1984, S. 85–86, Signatur: 894773-B.Neu.88 und 1349993-B.Neu.Bild-A
- Schmid-Bortenschlager, Sigrid: Der Verein der Schriftstellerinnen und Künstlerinnen in Wien 1885–1938. In: Jahrbuch der Universität Salzburg, 83 (1981) S. 124–137, Signatur: 1,048.977-B.Neu-Per
- Cavallar, Maria Luise: Verein der Schriftstellerinnen und Künstlerinnen : Wien I, Rathausstrasse 5/8. In: 60 Jahre Bund Österreichischer Frauenvereine. Wien, o. J. [1964] Signatur: 993025-B
- Poor Lima, Rose: Die Präsidentinnen der Schriftstellerinnen und Künstlerinnen erzählen ... : bei Dora Stockert-Meynert und Kamilla Goebl-Wahl. In: Neues Wiener Journal, Nr. 14153, 15. April 1933, ÖNB 394199-D.Neu-Per, ÖNB MF 3038
- Verein der Schriftstellerinnen und Künstlerinnen [Vortrag über Annette v. Droste-Hülshoff]. In: Neues Frauenleben 22 (1910) 4, 123  B 422673-B.Neu-Per
- E. L.: Der Verein der Schriftstellerinnen und Künstlerinnen. In: Neues Frauenleben, 15 (1903) 2, 25 ÖNB 422673-B.Neu-Per
- Schriftstellerinnen und Künstlerinnen [Vortragsabend]. - In: Neues Frauenleben, 14 (1902) 4, 20 ÖNB 422673-B.Neu-Per
- Der Verein der Schriftstellerinnen und Künstlerinnen und die Frauenbewegung. In: Frauenleben 10 (1898) 3, 1-3 ÖNB 90785-C.Neu